# Aeroporto de Akita
O Aeroporto de Akita (秋田空港, Akita Kūkō) (IATA:  AXT , ICAO:  RJSK ), é um aeroporto regional/segunda classe localizado 14 m.n. (25,9 km) ao sul da Estação de Akitana cidade de Akita, em Akita, Japão.

## História
O aeroporto de Akita foi originalmente aberto em 1 de outubro de 1951 na costa Omonogawa do Mar do Japão aproximadamente 20 km a sul do centro da Cidade de Akita. O aeroporto tinha uma pista de 1200 metros, o qual foi estendida para 1500 metros em 1967 e 1625 metros em 1969, mas foi adversamente afetada por ventos cruzados, e pelas antenas de transmissão de TV de 123 metros do Monte Omoriyama adjacente para o local. 
O presente Aeroporto de Akita foi aberto na atual localização em 26 de junho de 1981 e foi o primeiro aeroporto civil na região de Tohoku do Japão a ter uma pista de 2500 metros.  Em 1985, a Força Aérea de Autodefesa do Japão estabeleceu uma unidade de pesquisa e resgate baseada no Aeroporto de Akita. Um terminal internacional foi estabelecido em 5 de julho de 1993, começando voos programados para a Coreia do Sul.

## Companhias aéreas e destinos
| Companhias Aéreas                         | Destinos                                                       |
| ----------------------------------------- | -------------------------------------------------------------- |
| All Nippon Airways                        | Tokyo-Haneda                                                   |
| All Nippon Airways operado pela ANA Wings | Nagoya-Centrair - Osaka-Itami - Sapporo-Chitose - Tokyo-Haneda |
| Japan Airlines                            | Tokyo-Haneda                                                   |
| Japan Airlines operado pela J-Air         | Osaka-Itami - Sapporo-Chitose                                  |
| Korean Air                                | Seoul-Incheon                                                  |